# Рейд на Дулитъл
Рейдът на Дулитъл от 18 април 1942 година е военна операция в района на Токио на Централнотихоокеанския театър на Втората световна война.
Тя включва въздушно нападение на Съединените щати срещу столицата на Япония Токио и други цели на Японските острови. Операцията е организирана от подполковник Джеймс Дулитъл и има преди всичко психологически ефект – демонстрира уязвимостта на Япония, въпреки че по това време Съединените щати нямат възможност за организиране на масирани бомбардировки срещу нейната основна територия. Нападението е извършено от 16 бомбардировача „Норт Американ B-25 Мичъл“, един от които успява да кацне във Владивосток в Съветския съюз, а останалите се разбиват в Китай, но по-голямата част от екипажите оцелява.